# Слатина (дем Нестрам)
Вижте пояснителната страница за други значения на Слатина.
Слàтина (на гръцки: Χρυσή, Хриси, до 1926 година Σλάτινα, Слатина) е село в югозападната част на Егейска Македония, Гърция, част от дем Нестрам в административната област Западна Македония.

## География
Слатина е разположено в долината на Сарандапорос между планините Горуша (Войо) от изток и Аренес от запад на надморска височина от 1130 m. Макар и част от македонския дем Нестрам Слатина географски принадлежи към Епир, а не към Македония.

## История

### В Османската империя
В османските данъчни регистри от средата на XV век Слатина е споменато със 17 глави на семейства и един неженен: Витан, Койо, Васил, Войнак, Анастас, Гюро, Петру, Гюро, Тодор, Алекса, Димос, Йорги, Михал, Никола, Новак, Михо, Насто и Мане. Общият приход за империята от селото е 1499 акчета На базата на говора на местното качаунско население, включително на данни от топонимията, лексиката и граматиката, Благой Шклифов смята, че в миналото жителите на селото са говорели български език и са погърчени след началото на ХVІІІ век.
В края на XIX век Слатина е село в Борботска нахия в Костурска каза. В статистиката на Васил Кънчов („Македония. Етнография и статистика“) от 1900 година Слатина е представено грешно като село в Хрупищка каза със 120 жители българи.
На Етнографската карта на Битолския вилает на Картографския институт в София от 1901 година Слатино е чисто турско село в Костурската каза на Корчанския санджак с 40 къщи.
Гръцка статистика от 1905 година показва Слатина като село с 500 жители гърци.

### В Гърция
През Балканската война селото е окупирано от гръцки части и след Междусъюзническата война в 1913 година влиза в Гърция. В 1926 година е прекръстено на Хриси.
Селото традиционно се занимава с експлоатация на гората и в по-малка степен със земеделие и скотовъдство.
По време на Гражданската война пострадва силно, 6 деца са изведени от комунистическите части извън страната като деца бежанци. След войната започва засилене емиграция.
От 1997 година Слатина е част от община Аренес, която от 1 януари 2011 година по закона Каликратис е слята с дем Нестрам.
| Име       | Име       | Ново име | Ново име | Описание                              |
| --------- | --------- | -------- | -------- | ------------------------------------- |
| Свинделио | Σφιντέλιο | Ксефото  | Ξέφωτο   | връх в Горуша (1120 m), ЮИ от Слатина |
| Гьоли     | Γκιόλι    | Анадрес  | Ανάδρες  | местност в Грамос, ЮЗ от Слатина      |

| Година    | 1913 | 1920 | 1928 | 1940 | 1951 | 1961 | 1971 | 1981 | 1991 | 2001 | 2011 | 2021 |
| --------- | ---- | ---- | ---- | ---- | ---- | ---- | ---- | ---- | ---- | ---- | ---- | ---- |
| Население | 349  | 325  | 383  | 507  | 385  | 428  | 333  | 252  | 215  | 210  | 124  | 96   |

## Личности
- Йоанис Зисис (1850 – ?), деец на гръцката пропаганда в Македония, по произход от Слатина
- Константин Зиси – Нередски (? – 1900), гръцки свещеник, по произход от Слатина